# Kaple Nejsvětějšího Srdce Ježíšova (Salmov)
Kaple Nejsvětějšího Srdce Ježíšova (německy Herz-Jesu-Kapelle) stojí u hlavní silnice na Salmově (místní část města Mikulášovice) poblíž bývalé školy (dům čp. 49, dnes penzion Rytíř z Ježova). Pozdně barokní sakrální stavba z roku 1812 je od roku 1995 prohlášena kulturní památkou České republiky.

## Historie
Svou kapličku měl Salmov již brzy po svém založení na počátku 18. století. Ta původní byla dřevěná, bližší informace a popis se však nedochovaly. Roku 1812 vyrostla na jejím místě nová zděná kaple s věžičkou, ve které byl umístěn zvon. Kaple byla udržována nejprve místní samosprávou, a to i po administrativním připojení Salmova k Mikulášovicím v polovině 19. století. Pravděpodobně poslední větší opravy se kaple dočkala roku 1895.
Po vysídlení původních obyvatel a téměř úplném vysídlení Salmova se o kapli nikdo nestaral. Ta postupně chátrala, až se ocitla na konci 80. let 20. století v havarijním stavu (propadlá téměř celá střecha, padající věžička, propadlý štít). Nové polistopadové vedení města opatřilo na počátku 90. let 20. století stavbu novou střechou, aby bylo zamezeno dalšímu chátrání. Na celkovou rekonstrukci kaple nadále čeká.
Stavba je v majetku města Mikulášovice a od roku 1995 je památkově chráněná. Využívána je zpravidla jednou v roce na svátek Nejsvětějšího Srdce Ježíšova.

## Popis
Salmovská kaple Nejsvětějšího srdce Ježíšova je obdélného půdorysu s půlkruhovým zakončením. Zdi jsou masivní, převážně kamenné. V průčelí (východní stěna) jsou dvoukřídlé obdélné dveře, na jižní stěně je umístěno jediné obdélné okno bez výplně. Štít, který je dnes dřevěný s obložením z asfaltového šindele, byl původně zděný, opatřený oknem (spadl v 80. letech 20. století). Střecha je krytá asfaltovým šindelem, v její zadní části je umístěna robustní dřevěná věžička, v současnosti bez zvonu. Vnitřní i vnější omítky jsou poničené, zčásti chybí. Podlaha kaple je vydlážděná pálenými cihlami, strop chybí. Vnitřní vybavení kaple zcela chybí. Původně je tvořil dřevěný oltář s obrazem Nejsvětější Trojice a další obrazy na stěnách.

## Zvony
Původní zvon byl datovaný rokem 1767 a pocházel patrně ještě z původní dřevěné kaple. Odlil jej zvonařský mistr Josef Pietschmann z nedalekého Kopce. Během první světové války musel být zvon z věže sňat a odevzdán. Roku 1921 zhotovil chomutovský zvonař Richard Herold pět nových zvonů laděných do akrodu G dur. Čtyři putovaly do nedalekého farního kostela svatého Mikuláše v Mikulášovicích, jeden do věže salmovské kaple. Dne 10. prosince 1921 je požehnal lipovský děkan Heinrich Fleck (ve službě 1898–1926). Na zvonu je zaznamenán nápis „Půvabný klide, sladká shodo, vládněte přátelsky v naší vesničce“ a také věnování „V roce 1921 věnován obyvateli a Spolkem velikonočních pěvců ze Salmova“. Podle pamětní knihy měl svou velikostí a hmotností odpovídat nejmenšímu zvonu z kostela, svaté Anně, což ovšem nesouhlasí se skutečností. Pravděpodobně pro svou velikost přežil zvon druhou světovou válku. Kdy a kam byl z věže kaple přemístěn, není známo. V 90. letech 20. století se ocitl ve sběrně surovin, odkud jej jistý mikulášovický občan zachránil a roku 2016 věnoval městu Mikulášovice.

## Galerie

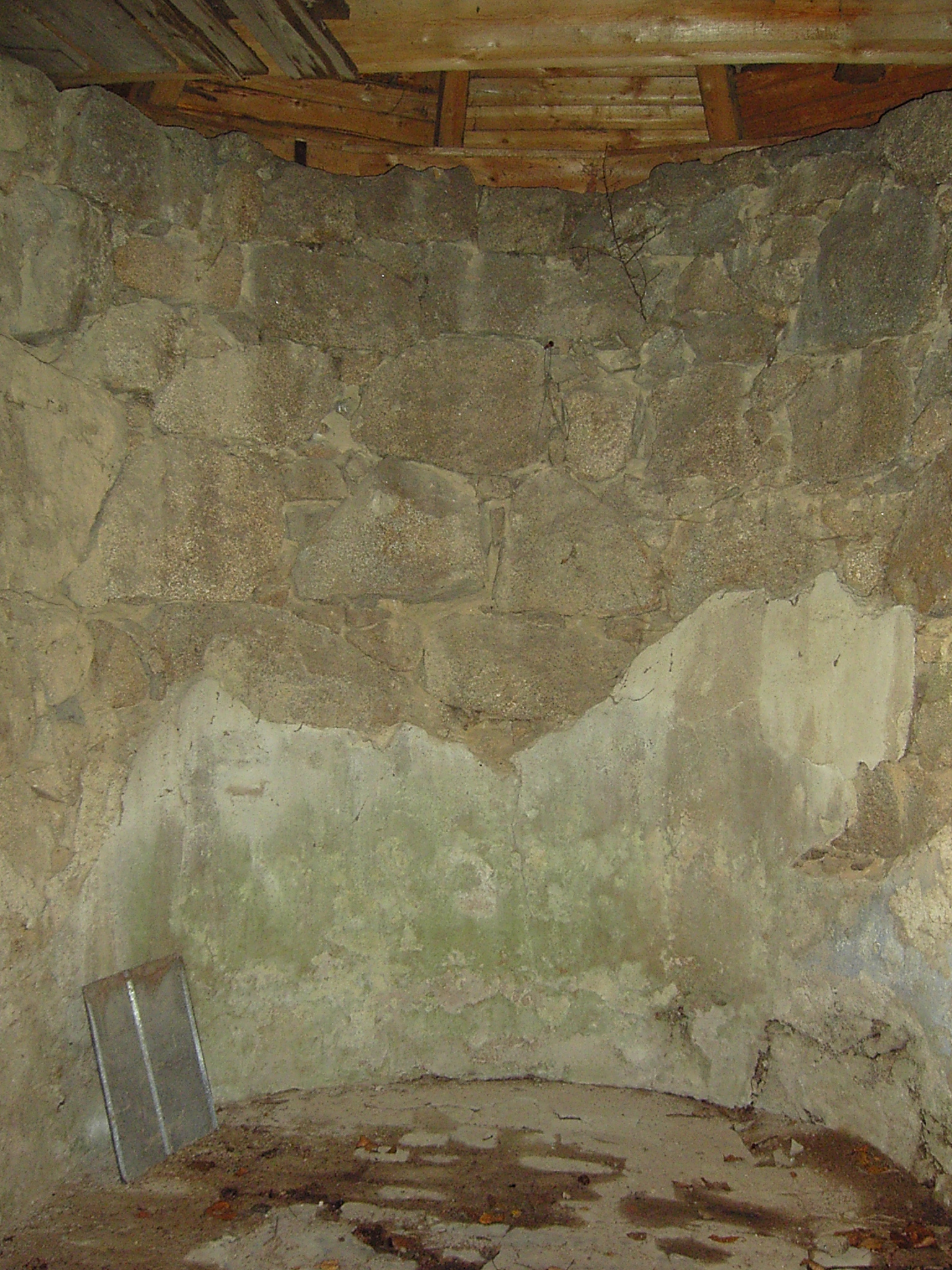
Interiér kaple (2005)
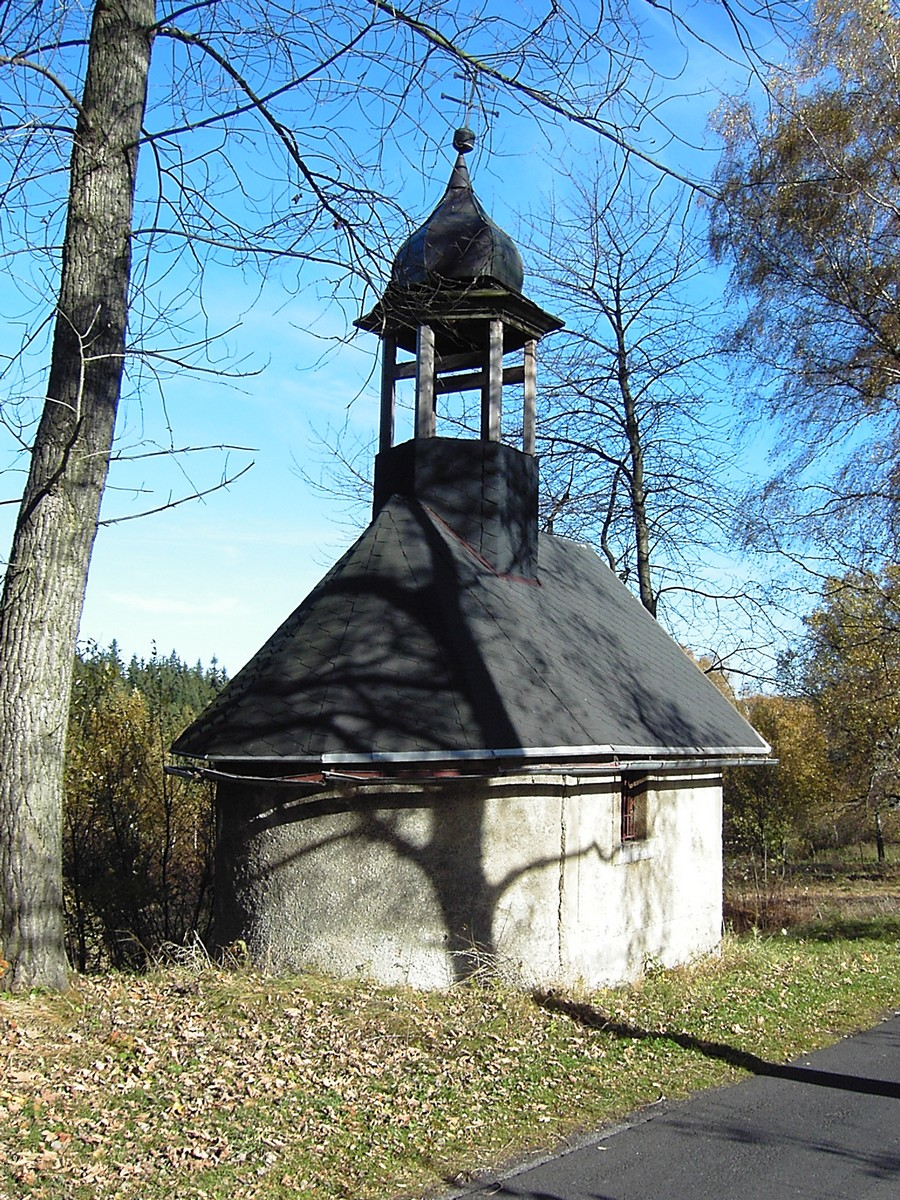
Zadní pohled (2005)
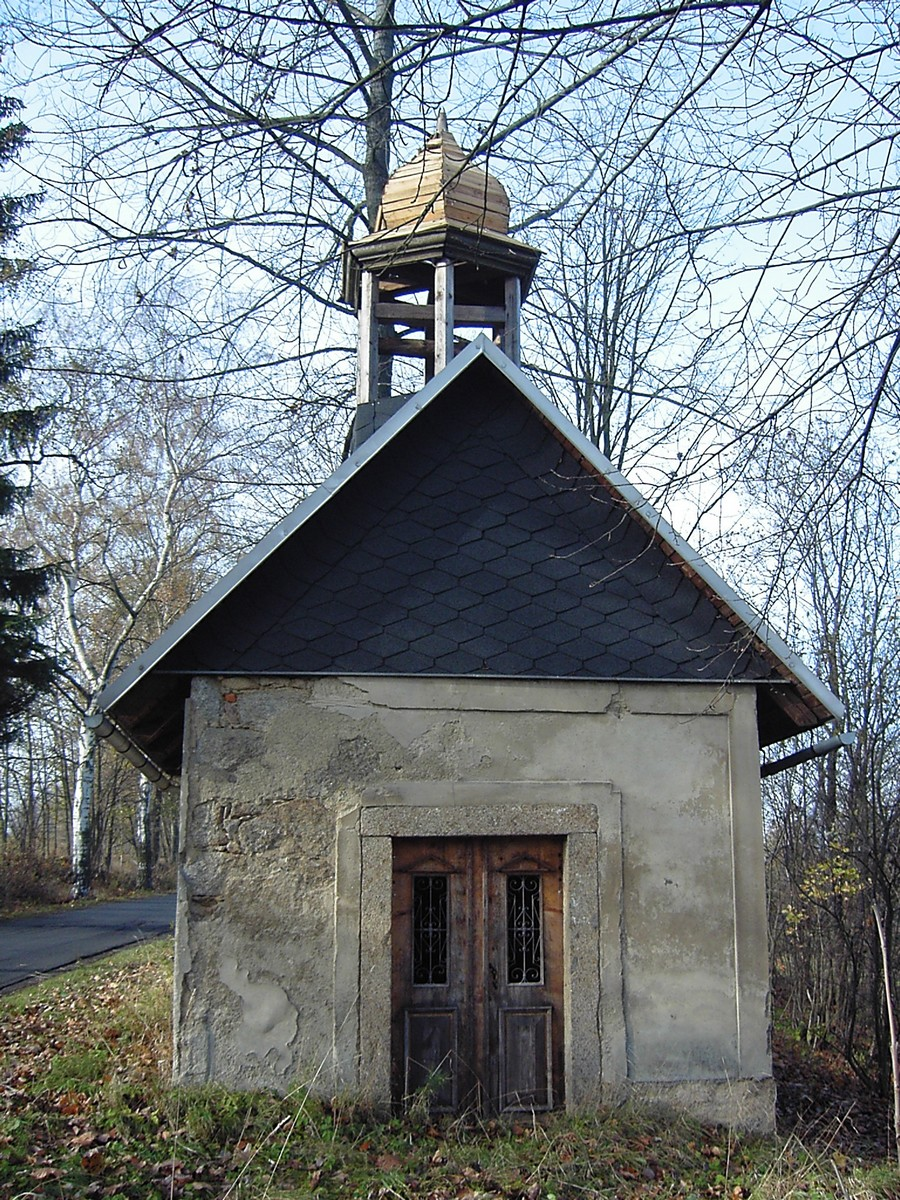
Průčelí (2006)